# Vuelo 1907 de Gol Transportes Aéreos
El vuelo 1907 de Gol Transportes Aéreos fue un Boeing 737-800 con registro PR-GTD en un vuelo nacional de pasajeros desde Manaus, Brasil, a Río de Janeiro, que el 29 de septiembre de 2006 a las 16:48 hora local colisionó con un Embraer Legacy 600, sobre el estado brasileño de Mato Grosso. Los 154 pasajeros y tripulación a bordo del Boeing 737 murieron cuando el avión se desintegró en el aire producto de una caída en picada después de la colisión y se estrelló en una zona de selva cerrada, mientras que el Embraer fue dañado, pero pudo aterrizar seguro con sus siete pasajeros ilesos.
El accidente provocó la llamada crisis de la aviación civil brasileña. Este accidente se transformó en uno de los peores de la historia de la aviación brasileña, superando al vuelo 168 de VASP que se estrelló en 1982 y dejó 137 fallecidos cerca de Fortaleza. Luego sería superado por el vuelo 3054 de TAM que se estrelló el 17 de julio de 2007 con 199 víctimas mortales. También fue el primer accidente de un Boeing 737-800 y el accidente de aviación más letal que implica a un 737 (de todas las series) en ese momento. Finalmente, esto fue superado cuando el vuelo 812 de Air India Express se estrelló en India, el 22 de mayo de 2010, dejando 158 muertos.
El accidente fue investigado por la Fuerza Aérea Brasileña, el Centro de Investigación y Prevención de Accidentes Aeronáuticos (CENIPA) y la NTSB de EE. UU. El informe final fue emitido el 10 de diciembre de 2008. CENIPA llegó a la conclusión de que el accidente fue causado por errores cometidos tanto por el control de tráfico aéreo y los pilotos americanos del Legacy, mientras que el NTSB determinó que todos los pilotos actuaron correctamente y se colocaron en un curso de colisión por una variedad de errores «individuales e institucionales» de control del tráfico aéreo.

## Avión Boeing
El avión de Gol Linhas Aéreas Boeing 737-800 había realizado su primer vuelo el 22 de agosto de 2006 y entregado a la aerolínea el 12 de septiembre de 2006, registrando sólo 234 horas de operación. Tenía en su interior 186 asientos (36 Economy Plus y 150 Economy). GOL Vuelo 1907 partió del Aeropuerto Internacional Eduardo Gomes en Manaus el 29 de septiembre de 2006 a las 14:35 hora local en ruta hacía el Aeropuerto Internacional de Galeão en Río de Janeiro con una escala programada en el Aeropuerto Internacional Presidente Juscelino Kubitschek en Brasilia. Al momento del accidente, el avión solo tenía un mes de antigüedad. 
Había 148 pasajeros y 6 miembros de la tripulación a bordo del avión incluyeron 23 países diferentes. La tripulación estaba formada por el capitán Decio Chaves Jr., de 44 años, el primer oficial Thiago Jordão Cruso, de 29 años, y cuatro asistentes de vuelo que eran: Renata Souza Fernandes, Sandra da Silva Martins, Rodrigo de Paula Lima y Nerisvan Dackson Canuto da Silva. El capitán, que también había estado sirviendo como instructor de vuelo del Boeing 737 en GOL, tenía 15,000 horas de vuelo (4.000 en Boeing 737). El primer oficial tenía 4,000 horas de vuelo.
| Nacionalidad   | Pasajeros | Equipo | Total |
| -------------- | --------- | ------ | ----- |
| Brasil         | 105       | 6      | 111   |
| Argentina      | 10        | 0      | 10    |
| Estados Unidos | 6         | 0      | 6     |
| México         | 5         | 0      | 5     |
| Francia        | 4         | 0      | 4     |
| Venezuela      | 4         | 0      | 4     |
| Australia      | 3         | 0      | 3     |
| Canadá         | 3         | 0      | 3     |
| Colombia       | 3         | 0      | 3     |
| Portugal       | 2         | 0      | 2     |
| Sudáfrica      | 2         | 0      | 2     |
| Japón          | 1         | 0      | 1     |
| Total          | 148       | 6      | 154   |

## Avión Embraer

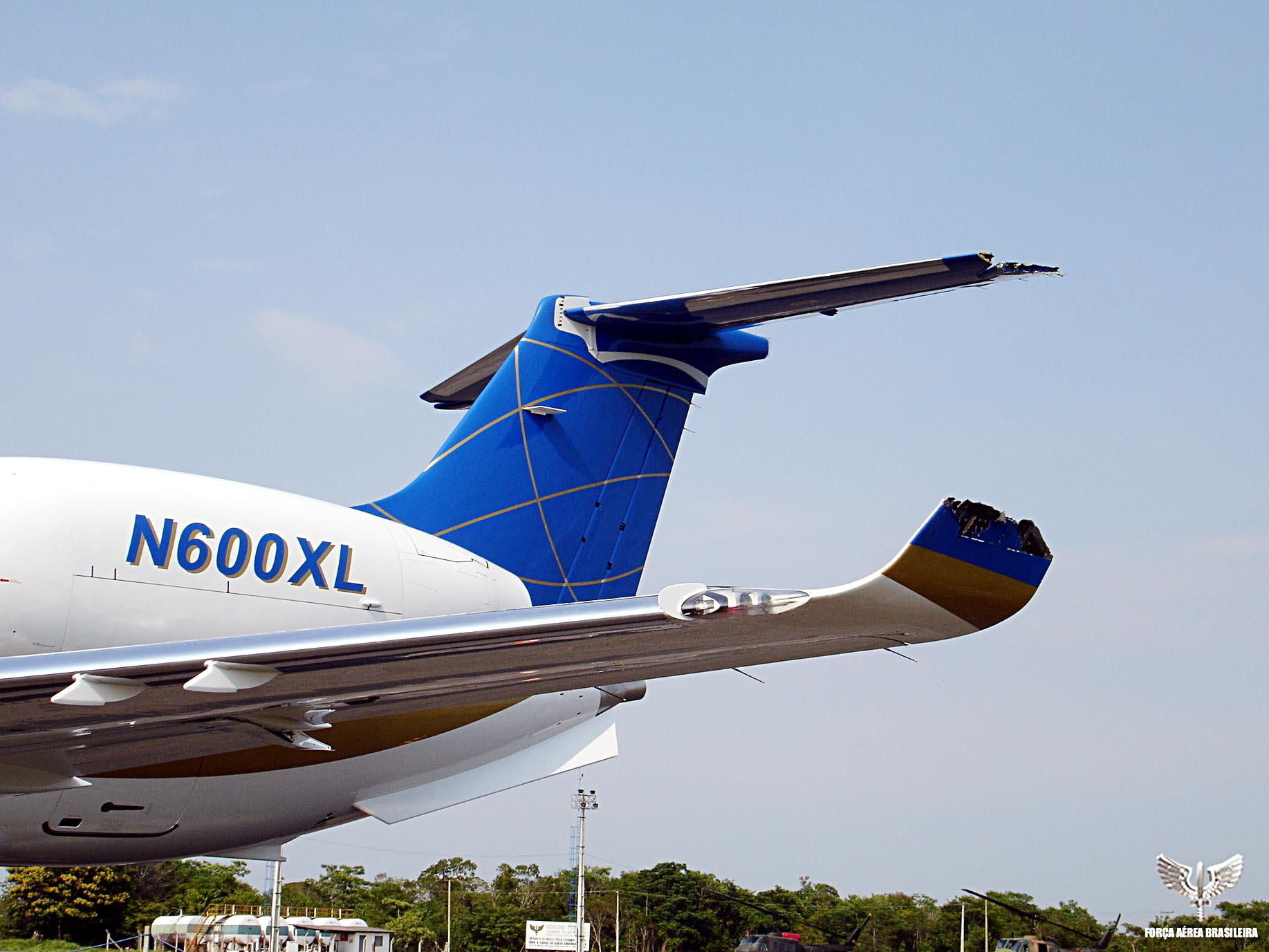
El avión dañado en la base Brigadeiro Velloso.

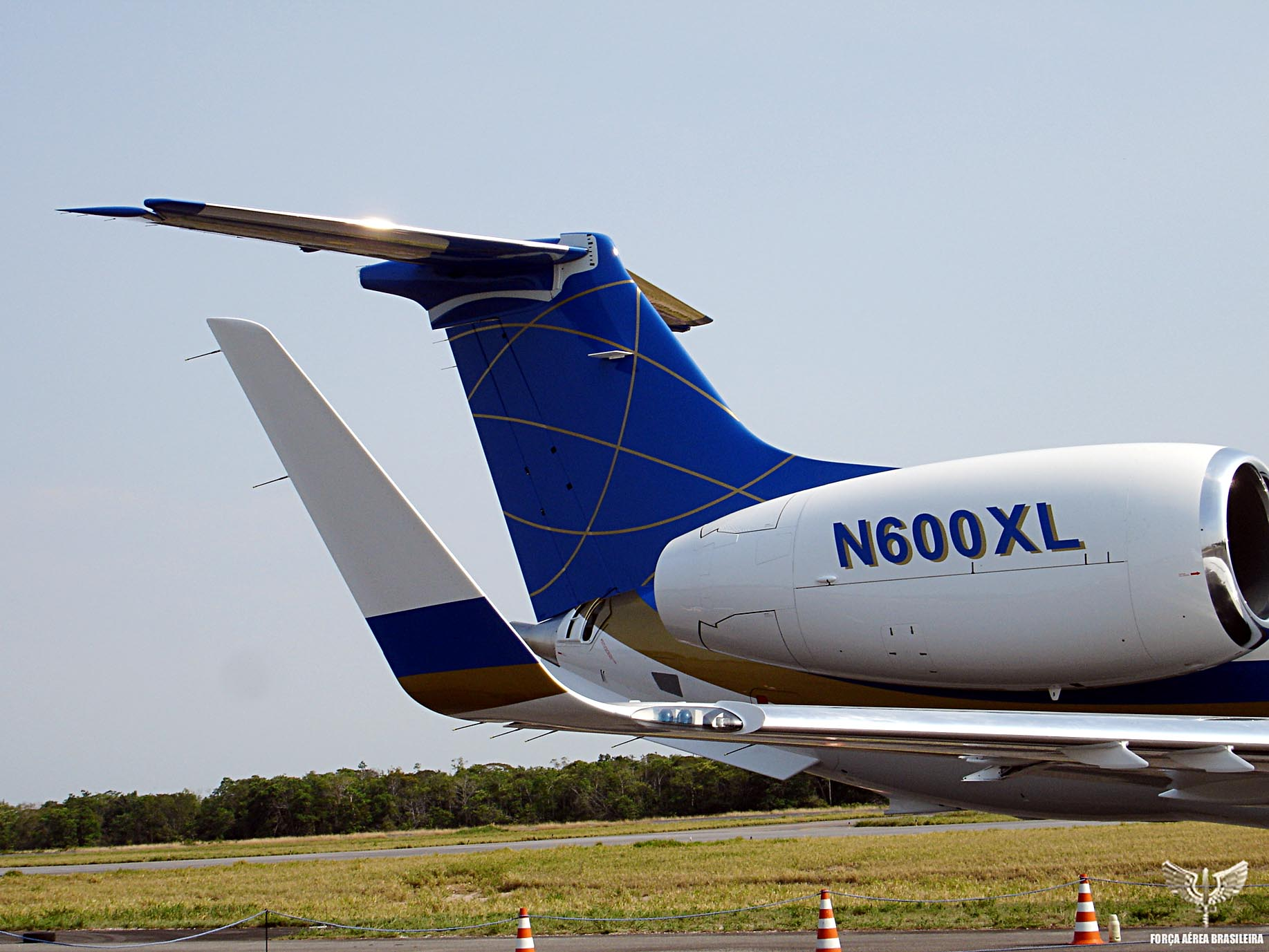
La cola de un Embraer sin daños.

El recientemente construido jet privado Embraer Legacy 600 era operado por ExcelAire Service Inc.
Salió desde Brasil con destino a Estados Unidos. Después de hacer escala en el Aeropuerto Regional São José dos Campos, cerca de São Paulo, despega con destino a Manaus. Durante el vuelo impacta con el vuelo 1907 de Gol Transportes Aéreos en el aire.
La tripulación era integrada por el Capitán Joseph Lepore y el Primer Oficial Jan Paul Paladino, todos ellos ciudadanos estadounidenses. El capitán Lepore tenía más de 9,388 horas de vuelo. El Primer Oficial había sido un piloto comercial, y tenía acumuladas más de 6,400 horas.
Entre los cinco pasajeros se encontraban dos ejecutivos de ExcelAire y el columnista del New York Times Joe Sharkey.
| Nacionalidad   | Pasajeros | Equipo | Total |
| -------------- | --------- | ------ | ----- |
| Estados Unidos | 3         | 2      | 5     |
| Brasil         | 2         | 0      | 2     |
| Total          | 5         | 2      | 7     |

## Accidente

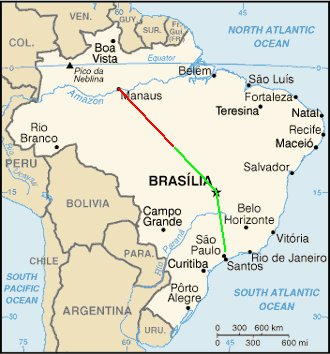
Mapa del Brasil, representando las trayectorias de vuelo presumidas, desde el despegue de los vuelos al impacto. En rojo, la trayectoria del Boeing, y en verde, la del Embraer.

Los primeros reportes señalaban que el impacto entre el Boeing y el Embraer se había producido en el aire, cerca de Matupá, a 470 millas de Manaus. El Embraer fue levemente dañado, por lo que logró aterrizar con seguridad en la base de la fuerza aérea brasileña Brigadeiro Vellosode, a pesar de sufrir daños en el estabilizador horizontal y winglet izquierdos.

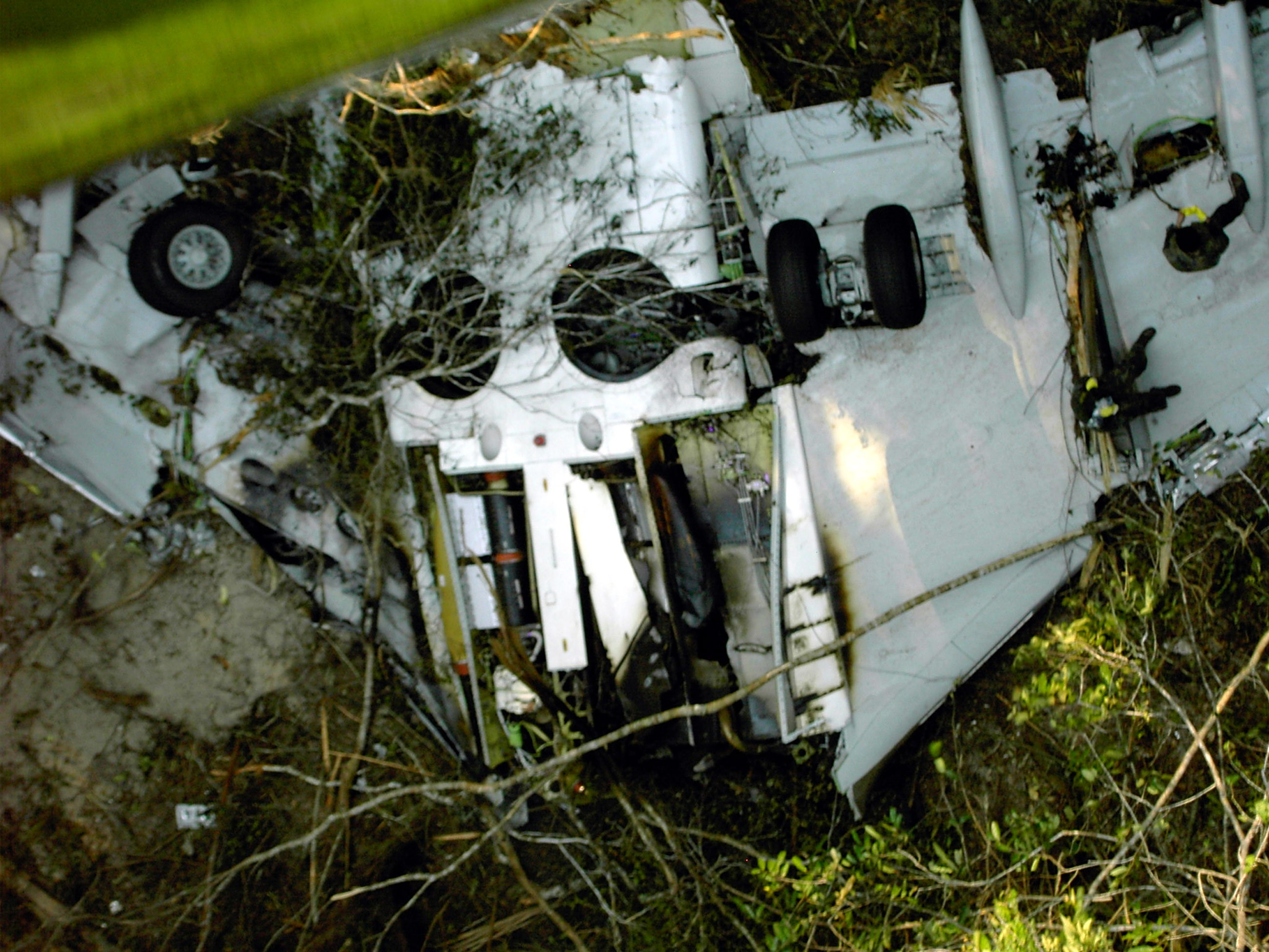
Restos de la aeronave de GOL tras el accidente.

Después del aterrizaje forzoso del Embraer se empezó a especular que este hecho tenía relación con la desaparición de los radares del vuelo 1907 de Gol Transportes Aéreos, pero las autoridades mencionaron que no se podía saber con certeza que esto era así. Minutos después del aterrizaje, la información que proporcionó el piloto del jet permitió relacionar con más claridad los dos eventos.
El vuelo 1907 había perdido contacto de radio y radar con la torre de control aéreo poco antes de la colisión.
Según informes, la tripulación del Embraer habría atestiguado que volaban a 37.000 pies sobre el nivel del mar cuando sucedió «el evidente impacto». También afirmaron que minutos antes de la colisión habían perdido contacto con control aéreo y el sistema de anticolisión no informó de ningún tráfico aéreo cercano.
Algunas fuentes informaron que un testigo presencial, un granjero local, dijo que vio un «avión comercial grande» volar a baja altitud en la montaña de Cachimbo, cerca de Pará.
Informes no confirmados también señalaron que hubo varios testigos que escucharon una explosión.

## Operación de rescate

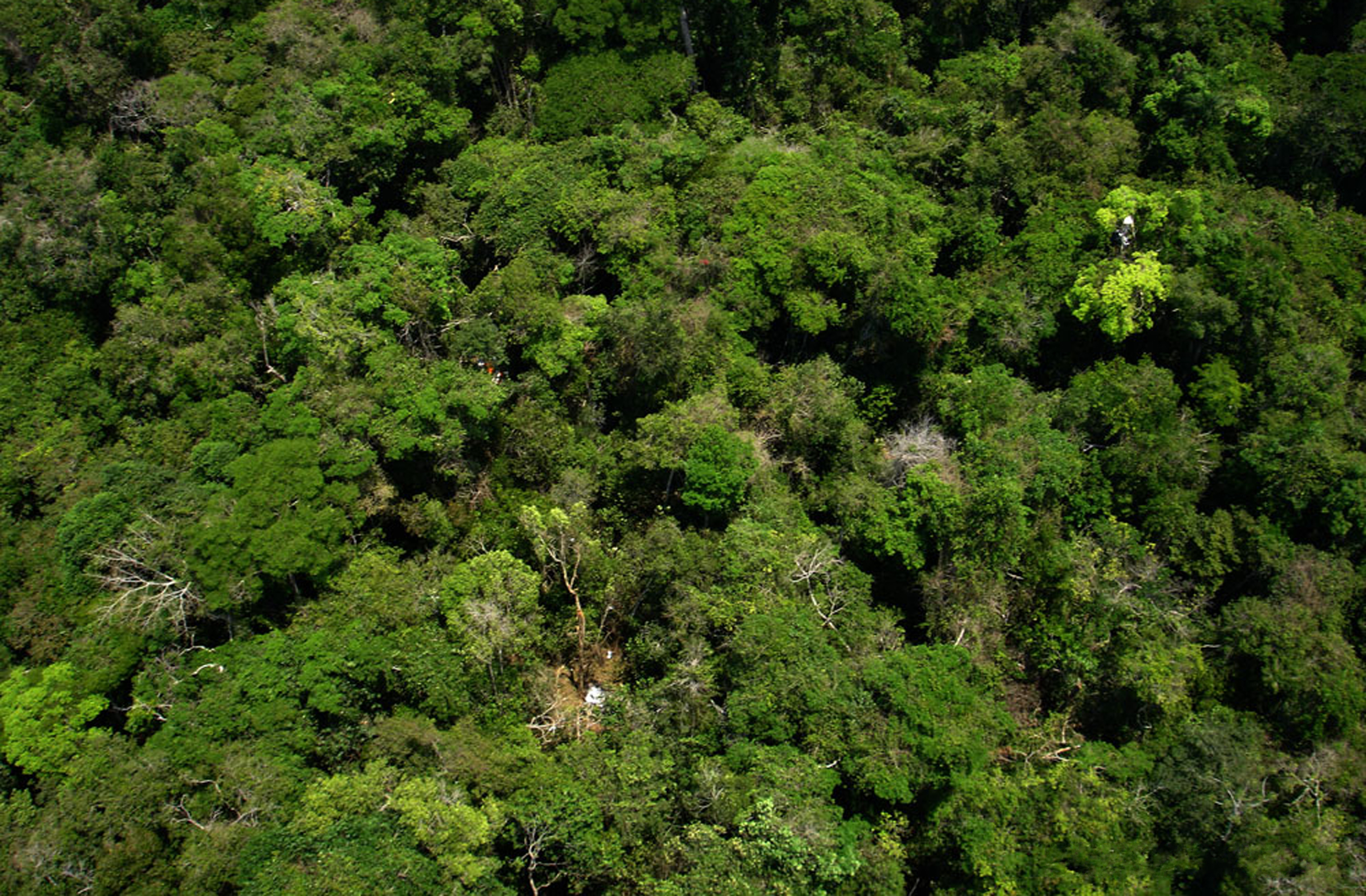
Foto aérea del sitio de impacto.

La Fuerza Aérea Brasileña envió 5 aviones y 3 helicópteros al lugar del impacto. Uno de ellos estaba equipado con un detector de anomalías magnéticas, para una mejor operación de búsqueda y rescate.
El 30 de septiembre la Fuerza Aérea Brasileña encontró el lugar de impacto del avión, y dio a conocer las coordenadas: 10°29′S 53°15′W. El punto está a 200 kilómetros al este de Peixoto de Azevedo.
Los informes indicaron que el equipo de rescate tuvo mucha dificultad para llegar al lugar del impacto, por el denso bosque.
Al principio Infraero indicó la posibilidad de cinco sobrevivientes, pero luego la Fuerza Aérea Brasileña, basado en datos que recogió el equipo de rescate, señaló que no había supervivientes.
Unas horas después, el presidente Luiz Inácio Lula da Silva declaró tres días de luto nacional.

## Investigación

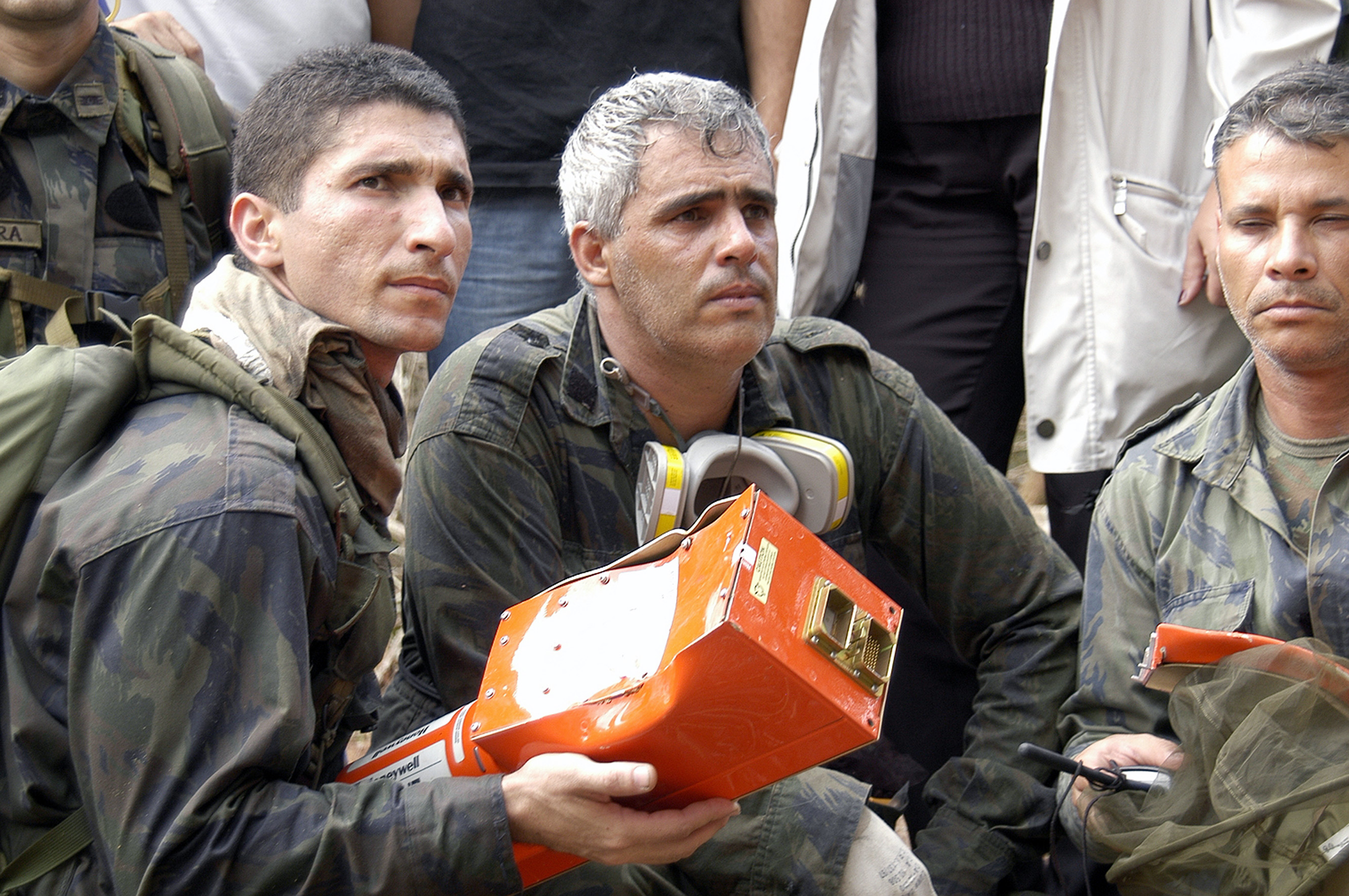
Caja Negra del Boeing.

El accidente fue investigado por el Centro de Investigación y Prevención de Accidentes Aeronáuticos (Cenipa) de la Fuerza Aérea Brasileña (FAB), cuyo informe final concluye que la tragedia fue provocada por errores cometidos tanto por los pilotos del avión ejecutivo como por los controladores de vuelo.
El documento apunta que la principal causa del accidente fue que los pilotos estadounidenses apagaron sin querer el transpondedor, un dispositivo que establece una comunicación electrónica entre el equipo a bordo de la aeronave y la estación en tierra. Por medio de este enlace, el personal de Control del tráfico aéreo (CTA) proporciona guía a la aeronave, detectándola en una pantalla de radar, más precisamente en la pantalla del radar secundario, o SSR (por sus siglas en inglés: "Secondary Surveillance Radar"). Con este sistema, el CTA mantiene la separación entre aeronaves, evitando colisión. 
El transpondedor también acciona en forma automática un sistema antichoque. La investigación permitió descubrir que el equipo permaneció inactivo por 58 minutos, tiempo en el que sucedió la tragedia, y que volvió a conectarse misteriosamente tres minutos después de la colisión. Según la investigación, los pilotos estadounidenses no conocían a fondo el avión que estaban pilotando. El equipo debe funcionar correctamente cuando un avión despega y su desconexión constituye una infracción.
La investigación informa que con relación a los tripulantes del Legacy se identificaron como errores la no realización de un adecuado planeamiento del vuelo. Indica que los pilotos del Legacy, que nunca habían volado juntos, tenían poco conocimiento de la aeronave y que realizaron los procedimientos de pre-vuelo y despegue deprisa por la presión de los cinco pasajeros, lo que les impidió una lectura adecuada del plan de vuelo.
Agregó que los pilotos nunca se percataron de que el transpondedor fue apagado en forma inadvertida siete minutos después de pasar sobre la ciudad de Brasilia, lo que impidió a los controladores aéreos detectar lo que estaba ocurriendo con la nave antes de chocar con el avión de Gol.
Sin embargo, la Aeronáutica señala que el error de los pilotos norteamericanos fue el punto central de una larga serie de errores de los cuales también son responsables los controladores de vuelo. La torre de control aéreo de São José dos Campos autorizó a los pilotos del Legacy a volar a una altitud de 37 mil pies hasta Manaus. La autorización del vuelo se transmitió de manera incompleta por el controlador aéreo, informando solamente la altitud inicial del vuelo, y sin especificar que cuando sobrevolaran Brasilia debían bajar a 36.000 pies, y volver a subir más adelante.
Sin la instrucción correcta, y pese a que la hoja de ruta especificaba el cambio de altitud, los pilotos continuaron viajando a 37.000 pies y con el transpondedor apagado siete minutos después de pasar sobre Brasilia, lo que provocó la colisión de frente en pleno vuelo con el Boeing, que viajaba en sentido contrario.
Por su parte, los controladores de vuelo de Brasilia y Manaus tampoco se dieron cuenta de que el Legacy pasó por sus respectivas áreas de cobertura a una altitud equivocada y con el transpondedor desconectado. 
La Fuerza Aérea Brasileña afirmó que no fueron encontrados errores de proyecto o de integración en los equipos de comunicaciones, transpondedor y anti-colisión de la aeronave Legacy.
La investigación llevada adelante por la FAB no busca castigar a los implicados, sino que tiene como objetivo establecer los factores y las causas que contribuyeron para que se produjera la tragedia y, así, evitar que ocurran nuevos accidentes bajo circunstancias similares. 
También participó en la investigación la Junta Nacional de Seguridad del Transporte (inglés: National Transportation Safety Board o NTSB) estadounidense, que en sus "Comentarios a el Borrador del Informe Final" dice que "Los datos recogidos durante esta investigación también respaldan la conclusión que fue causado por N600XL y GLO1907 siguiendo autorizaciones del Control del Tráfico Aéreo (CTA), que dirigió a operar en direcciones opuestas en la vía aérea, en la misma altitud, resultando en una colisión en el aire. La pérdida de control eficaz del tráfico aéreo no fue el resultado de un único error, pero a una combinación de numerosos factores individuales e institucionales de CTA, que refleja las deficiencias sistémicas en el énfasis en los conceptos positivos del control aéreo".

## Investigación criminal
La investigación criminal fue conducida por la Policía Federal Brasileña. El primero de junio de 2007, el auto de procesamiento en Brasil de los dos pilotos y cuatro controladores fue aceptado por el Tribunal Federal de Justicia de la ciudad de Sinop, estado de Mato Grosso. Ellos fueron acusados en virtud de un artículo del Código Penal de Brasil que prevé exponer al peligro embarcación o aeronave, propia o ajena, o la práctica de cualquier acto que tienda a obstaculizar o dificultar el tráfico marítimo, fluvial, o de navegación aérea.

## Filmografía
Este accidente fue recreado en la serie canadiense Mayday: catástrofes aéreas, en el episodio titulado «Phantom Strike», en español «Golpe fantasma».